# زاك ستايسي
زاك ستايسي (بالإنجليزية: Zac Stacy)‏ هو لاعب كرة قدم أمريكية أمريكي، ولد في 9 أبريل 1991 في سنترفيل في الولايات المتحدة.

## وصلات خارجية
- زاك ستايسي على موقع مرجع كرة القدم المحترفة.كوم (الإنجليزية)